# جال ويز
JALways Co., Ltd. (JAZ) (株式会社ジャルウェイズ Kabushiki-gaisha Jaruweizu), سابقاً Japan Air Charter Co., Ltd. (ジャパンエアチャーター株式会社 Japan Ea Chātā Kabushiki-gaisha), وهي شركة طيران دولية سابقة مسجلة في شيناغاوا، طوكيو، اليابان، بينما مقرها الرئيسي ومحور خطوطها الجوية مسجلان في مطار ناريتا الدولي، ولدى المطار محور ثانوي في مطار كانساي الدولي الواقع في مدينة أوساكا، وتضمنت عملياتها رحلات ركاب دولية مجدولة وغير مجدولة لـ 15 وجهة سياحية منخفضة العائد وعالية الكثافة في 9 دول وبتشغيل أسطول من طائرات بوينغ فقط مستَأجرة من الخطوط الجوية اليابانية.
وتأسست مسارات الخطوط الجوية اليابانية جال ويز (JALways) تحت اسم شركة استئجار الطائرات اليابانية سابقاً (Japan Air Charter) في 5 أكتوبر عام 1990، واستهلت عمليات تأجير الطائرات مع شركة ماكدونل دوغلاس دي سي-10 في 22 من فبراير عام 1991، وتحصلت شركة الطيران على ترخيص لتسيير رحلات مجدولة في 30 يوليو عام 1999 وسيّرت أولى رحلات الركاب المجدولة في 1 أكتوبر، وفي ذات اليوم، حولت شركة الطيران اسمها إلى جال ويز، في السنة المالية المنتهية في 31 مارس عام 1999، نَقلت جال ويز، مع شركات الطيران الشقيقة ضمن مجموعة الخطوط الجوية اليابانية جال (JAL)، على متن رحلاتها ما يعدو على 32 مليون مسافر وما يزيد على 1.1 مليون طن من البضائع والبريد.
وكانت جال ويز فيمَ سبق شركة تابعة مملوكة بالكامل للناقل الوطني الياباني، ألا وهو الخطوط الجوية اليابانية، ولكن في 1 ديسمبر 2010، دُمجت رحلاتها ضمن رحلات الشركة الأم.

## تاريخها

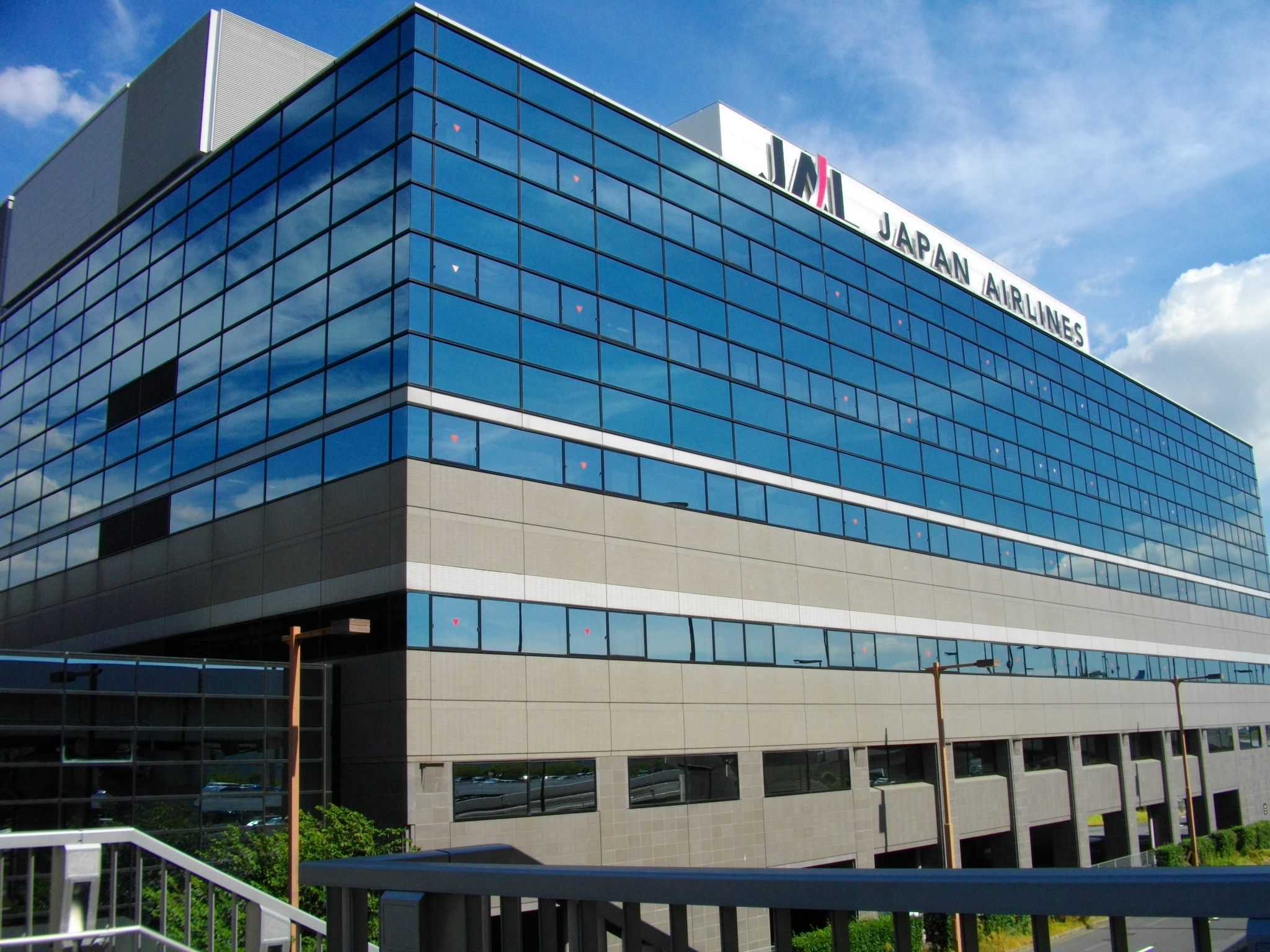
مركز عمليات جال ناريتا - المقر الرئيسي لشركة جالوايز

أُسست شركة الطيران في 5 أكتوبر عام 1990 تحت اسم شركة استئجار الطائرات اليابانية المحدودة Japan Air Charter Co. Ltd. (JAZ) واختصاراً (جاز)، وهي شركة فرعية مملوكة بنسبة 80 في المائة من شركات الطيران المستأجِرة منخفضة التكلفة والتابعة للخطوط الجوية اليابانية (جال)، لتسيير رحلات ترفيهية إلى وجهات منتجع آسيا والمحيط الهادئ من المطارات الإقليمية في اليابان؛ استجابة لسياسة وزارة النقل، وحصلت جاز على طائراتها من الخطوط الجوية اليابانية؛ وكان طاقم قمرة القيادة طيارين أميركيين يعملون بعقد ومقرهم في هاواي بينما طاقم المضيفين مقرهم في بانكوك وهم معينون بها، حيث تدير هناك مركزًا لتدريب المضيفين، كما حصلت جاز على ترخيص لتسيير رحلات غير مجدولة في 22 فبراير عام 1991 وسيّرت أول رحلة طيران مستَأجرة من فوكوكا إلى هونولولو بواسطة طائرة ماكدونل دوغلاس دي سي -10، وفي 1 يوليو، احتفلت شركة الطيران بالمسافر رقم 100000 في 9 يوليو 1993، في حفل أقيم في مدينة سينداي.
وخلال التسعينيات، طالت الخطوط تبعات الركود في اليابان وتحت ظل ازدياد المنافسة الأجنبية إلى جانب مساعي تقوية الين الياباني، أوكل إلى جاز دورٌ جديد للمساعدة في الحد من التكاليف، إذ حصلت شركة الطيران على ترخيص لتسيير رحلات مجدولة في 30 يوليو عام 1999 وستعمل كناقلٍ مجدولٍ على أساس التأجير الشامل للخدمة لشركة الخطوط الجوية اليابانية، وستعمل على مسارات سياحية عالية الكثافة ومنخفضة العائد في منطقة آسيا والمحيط الهادئ، ولا سيما رحلات اليابان وهاواي؛ وبأسطول مكون من أربع طائرات ماكدونل دوغلاس دي سي -10 وخمس طائرات بوينغ 747، في 1 أكتوبر، غيرت شركة الطيران اسمها إلى مسارات خطوط الطيران الجوية المحدودة JALways Co. Ltd، وسيّرت أولى رحلة ركاب مجدولة من طوكيو إلى كونا وهونولولو.
وأصبحت جال ويز شركة فرعية مملوكة بالكامل للخطوط الجوية اليابانية في 9 مارس 2001 من خلال تبادل الأسهم، مكنهم التغيير في من تعزيز وتحسين الإدارة والكفاءة التشغيلية في رحلات الركاب الدولية للمجموعة، وهي جزء من خطتها 2000-2002 متوسطة الأجل للشركة التابعة،  إذ قدمت شركة الطيران زيًا جديدًا لطاقم المضيفين في 1 أبريل 2005، وأوقفت عمل آخر طائرة من نوع ماكدونل دوجلاس دي سي -10 في 31 أكتوبر،  وغدت جال ويز عضوًا ملتحق في تحالف عالمٍ واحد في 1 أبريل 2007، جنبًا إلى جنب مع أربع شركات طيران شقيقة، في أكبر توسع للتحالف في تاريخه الشاب.
وكجزء من خطة الخطوط الجوية اليابانية متوسطة الأجل للشركة للفترة 2005-2007، والتي أطلقت في 10 مارس 2005، عجّلت تقاعد طائرات بوينغ 747 الأقدم، وقامت شركة الطيران بتسيير آخر رحلة طيران لطائرة بوينغ 747-300 كلاسيك جامبو جيت في رحلة جال ويز 73 من هونولولو إلى طوكيو في 30 يوليو 2009؛ بعد 26 عامًا من الخدمة لمجموعة شركات الطيران، ولُفَ حول الطائرة إكليل زهور هاوايي عملاق قبل الإقلاع في مطار هونولولو الدولي؛ وأعلن ذاك اليوم بأنه «يوم طائرة جامبو الكلاسيكية اليابانية» من قبل حاكم ولاية هاواي ليندا لينغل والملازم الأول دوك أيونا، وقد استقبل عند الوصول في طوكيو «أبو طائرات 747»، السيد جوزيف ف." جو "سوتر، وكان ثمة رحلة تذكارية بيعت بالكامل نقلت عشاق طائرة بوينغ 747 -300 جامبو جيت الكلاسيكية من طوكيو (هانيدا) إلى شيموجيشيما في رحلة ذهابًا وإيابًا في 5 يوليو 2009.
وفي مايو 2009، أفيد أن شركة الطيران أنهت مهام 130 طياراً أميركياً من طياري طراز بوينغ 747 المتموقعين في هاواي وأغلقت مكتبها في أواهو، يقوم طاقم طيارو الخطوط الجوية اليابانية المتموقعين في اليابان الآن بتسيير الخمس رحلات اليومية التي كان يسيّرها سابقًا طاقم جال ويز.

## شؤون الشركة
قبل الإغلاق، كان مقرها في الطابق الثالث من Japan Airlines Narita Operation Center (日本航空成田オペレーションセンター 'Nihon Kōkū Narita Operēshon Sentā') في مطار ناريتا الدولي في مدينة ناريتا بمحافظة تشيبا ومحور خطوطها الجوية الرئيس في مطار ناريتا الدولي، 
كان مقرها سابقًا في الطابق 23 من برج سفير تينّوزو (ス フ ィ ア タ ワ ー 天王 洲Sufiatawā Tennōzu) في هيغاشي-شيناغاوا، محافظة شيناغاوا، طوكيو.

## الوجهات
حتى 30 نوفمبر 2010، قامت جال ويز بتسيير رحلات مجدولة إلى 12 وجهة دولية و3 وجهات محلية في 9 دول مختلفة و3 قارات مختلفة.

## أسطول الطائرات

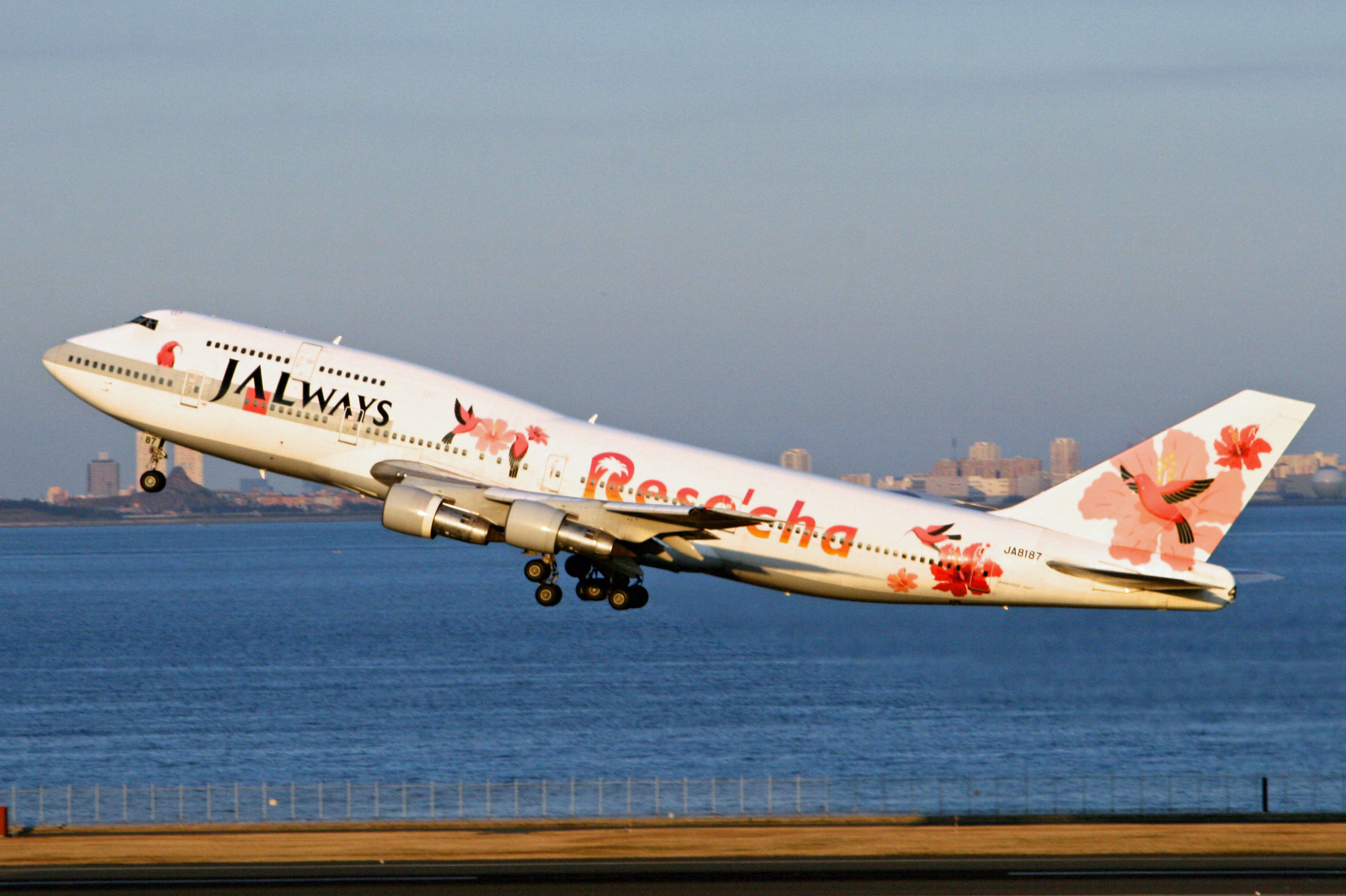
JALways بوينغ 747-300

شغّلت جال ويز أسطولاً من طائرات بوينغ 747-400 ، وبوينغ 767 وبوينغ 777-200 ، مؤجرة من قبل الشركة الأم، الخطوط الجوية اليابانية.

### تاريخ الأسطول
الطائرات التي كانت في الخدمة في شركة جال ويز (حسب الترتيب الأبجدي):
- بوينغ 747-100 (JA8128)
- بوينغ 747-200 [5]
- بوينغ 747-300 [7][16]
- ماكدونل دوغلاس دي سي -10 [2][4]

## بنك أميال الخطوط الجوية اليابانية
بنك أميال الخطوط الجوية اليابانية (JMB) هو برنامج مكافآت السفر لمجموعة JAL، يتضمن الخطوط الجوية اليابانية وجال ويز وJAL Express و Japan Transocean Air و Japan Air Commuter و Hokkaido Air System و Ryukyu Air Commuter .

## الحوادث والوقائع
في 12 أغسطس 2005، عانت رحلة جال ويز رقم 58 التي تديرها طائرة ماكدونل دوغلاس دي سي -10 من فوكوكا إلى هونولولو من مشكلة في محرك الجناح الأيسر بعد وقت ليس بالطويل من الإقلاع، وهمت الطائرة بالعودة على الفور إلى مطار فوكوكا، وسقطت بعض أجزاء المحرك في منطقة شاريو في فوكوكا وأصيب أشخاص عدة بجروح طفيفة وأُتلف الزجاج الأمامي لسيارات متوقفة.

## روابط خارجية
- الموقع الرسمي
- الخطوط الجوية اليابانية
- جمعية طيار جال ويز